# Nomen resultatis
Nomen resultatis (pluralis nomina resultatis) är ett verbalsubstantiv som betecknar resultatet (vad som åstadkoms, erhålls, uppnås) av verbhandlingen, till exempel byggnad (av verbet bygga), samt tvetydiga ord, såsom arbete (av verbet arbeta), vilket både är nomen resultatis och nomen actionis (själva handlandet).